# Виноградовка (Запорожская область)
Виноградовка (укр. Виноградівка) — село,
Раздольский сельский совет,
Михайловский район,
Запорожская область,
Украина.
Код КОАТУУ — 2323386603. Население по переписи 2001 года составляло 161 человек.

## Географическое положение
Село Виноградовка находится на расстоянии в 1 км от села Раздол и в 1,5 км от села Абрикосовка.
По селу протекает пересыхающий ручей с запрудой.
Рядом с селов проходит 3-й Магистральный канал.

## История
- 1924 год — дата основания.